# Franz Schwarz

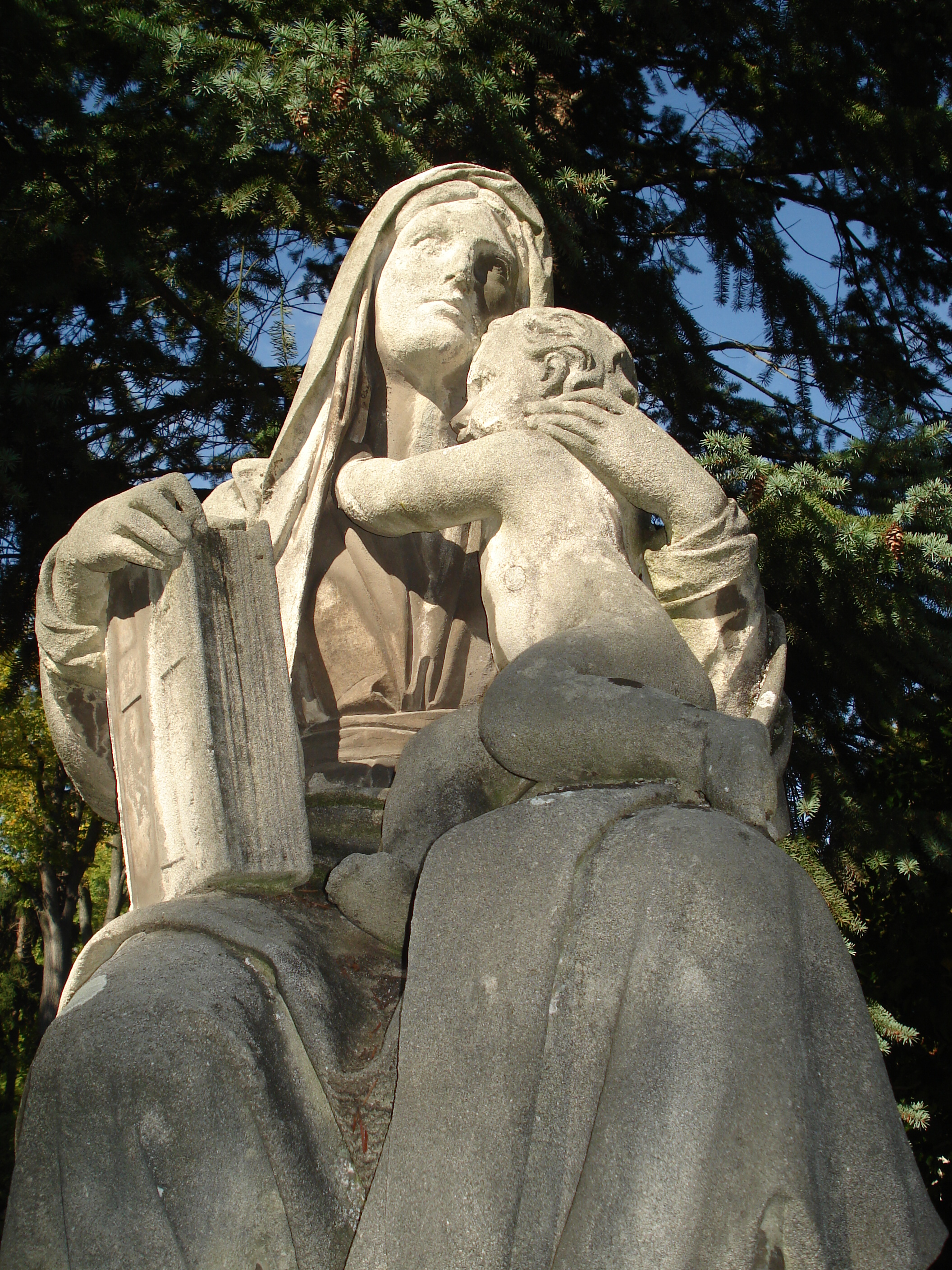
Monumento funebre della famiglia di Franz Schwarz al Johannisfriedhof Dresden Tolkewitz

Franz Joseph Schwarz (Spittelgrund, 27 maggio 1841 – Dresda, 27 ottobre 1911) è stato uno scultore tedesco di origine boema.

## Biografia
Franz Schwarz nacque a Spittelgrund vicino a Grottau sulla Neisse nella Boemia settentrionale. Era il primo figlio del giardiniere Wenzel e di Anna Bernert. Fu battezzato  nella chiesa parrocchiale di San Bartolomeo a Grottau. Cinque dei 16 figli della coppia si dedicarono a professioni artistiche. Quattro erano attivi nel settore della scultura, di cui i più famosi erano Anton e Adolf al fianco di Franz. Suo fratello Wenzel era un pittore ritrattista e di dipinti storici. Il vescovo di Dresda-Bautzen, suo zio, e il suo padrino Franz Bernert, finanziarono e promossero la loro istruzione e li aiutarono a laurearsi.  
Franz Schwarz si sposò con Antonia Schubert (nata nel 1843) ed ebbero tre figli e cinque nipoti. 
Probabilmente si trasferì a Dresda nel 1860 e studiò presso l'accademia d'arte locale.  Visse da solo in Flemmingstrasse 4 dal 1874, in Elistenstr 10 dal 1876, in Elisenstrasse 37 dal 1897 e al n. 49 della stessa strada fino alla sua morte nel 1911. Anche suo fratello Joseph Schwarz lavorò a lungo con lui nel suo studio, che portava anche il suo nome.  I fratelli Anton e Adolf probabilmente lavorarono anch'essi nello stesso studio all'inizio della loro carriera di scultori. Successivamente fondarono il loro studio Gebrüder Schwarz e dopo la morte di Anton nel 1905, lo studio divenne Adolf Schwarz. 
L'ultimo luogo di riposo di Franz Schwarz è nel cimitero di Tolkewitz a Dresda. È adornato con una delle sue opere, Maria con Bambino.

## Opere
Insieme ai suoi fratelli Adolf e Anton, Franz Schwarz fu uno degli influenti scultori locali della Boemia nella seconda metà del XIX secolo. Le sue opere sono ampiamente distribuite in Germania e Repubblica Ceca. Alcune arrivarono in Inghilterra, Lettonia e Russia. Le sue opere migliori erano spesso a carattere religioso.  
La sua carriera di scultore iniziò certamente con il gruppo di figure Le quattro ore del giorno per la scala esterna della Brühlsche Terrasse progettate da Johannes Schilling. Con questa versione, il gruppo di figure ottenne il primo premio alla Mostra d'arte di Vienna. In Autografi di scultori e pittori sassoni si parla di Franz Schwarz e altri "Non ha modellato se stesso, ma il suo lavoro in marmo è eccellente."  
Ci furono alcune collaborazioni tra i fratelli Schwarz. Ad esempio, alcuni disegni per sculture di Franz Schwarz provengono dal fratello pittore Wenzel. L'opera dei fratelli non può sempre essere chiaramente assegnata, soprattutto perché molti monumenti, fonti e documentazioni sono andati perduti nelle due guerre mondiali. 

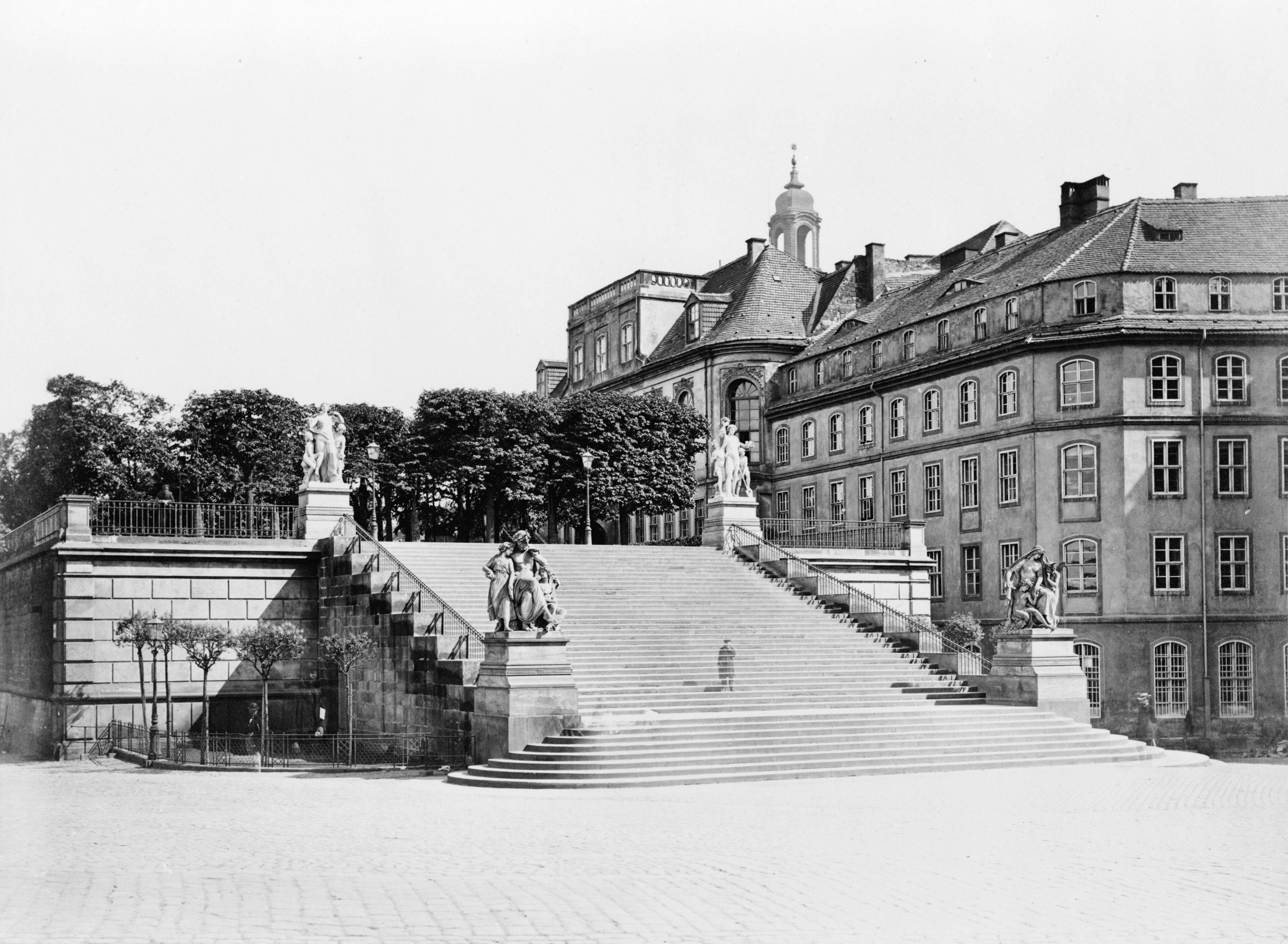
Le quattro ore del giorno, foto 1880, Dresda
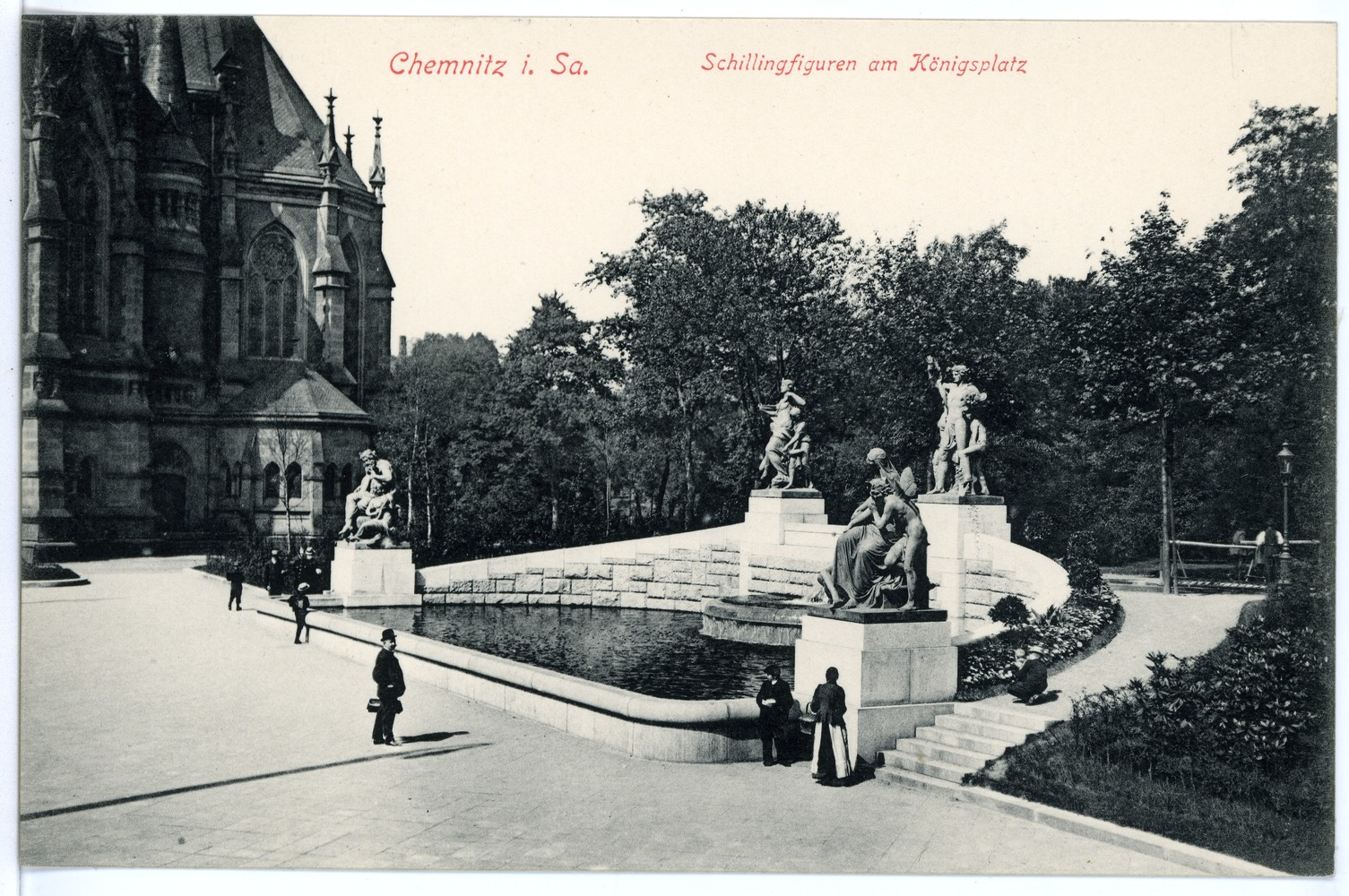
Le quattro ore del giorno, foto 1913, Chemnitz
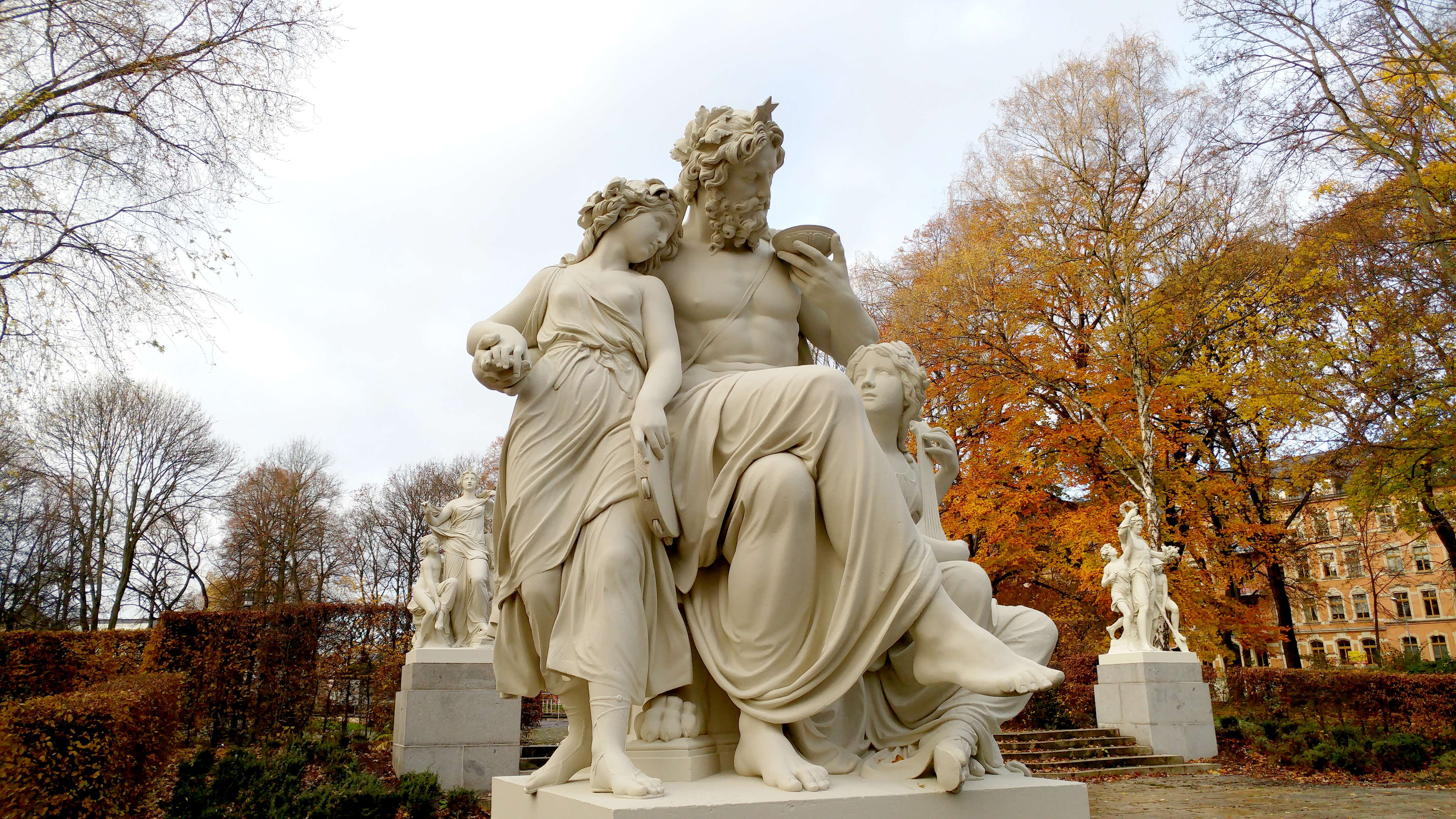
Le quattro ore del giorno, Chemnitz, scultura "La sera"
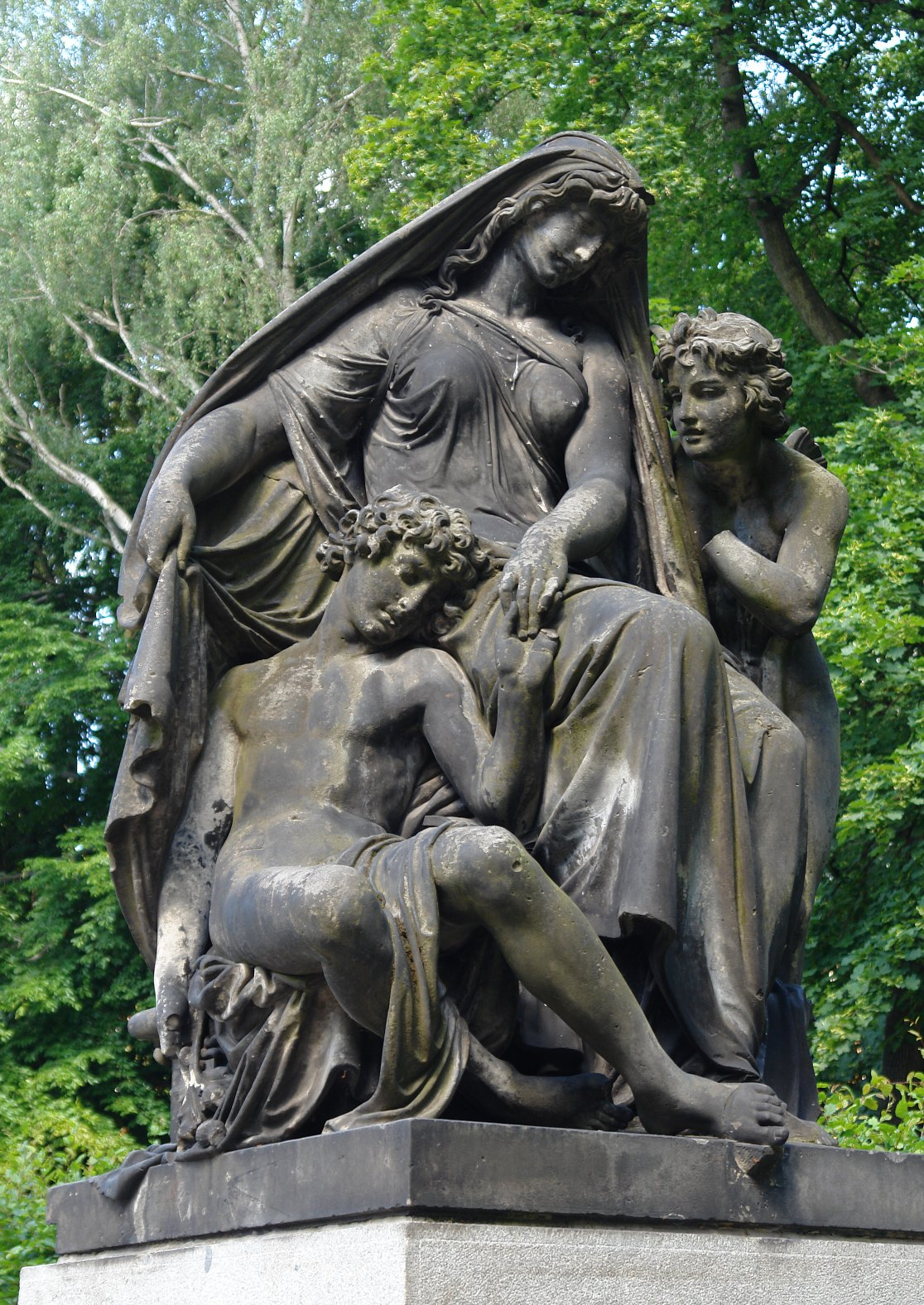
Le quattro ore del giorno, Chemnitz, scultura "La notte"